# Bait (2000)
Bait is een Amerikaans-Canadese komediefilm uit 2000, geregisseerd door Antoine Fuqua en geproduceerd door Sean Ryerson. De hoofdrollen worden vertolkt door Jamie Foxx, David Morse en Doug Hutchison.

## Verhaal
Alvin Sanders zit een tijdje in de gevangenis met een stervende man. Met zijn laatste adem vertelt hij Alvin iets over de 43 miljoen aan goudstaven die hij verstopt heeft. De politie zoekt de buit en Alvin wordt ingezet als aas.

## Rolbezetting
| Acteur                 | Personage          |
| ---------------------- | ------------------ |
| Jamie Foxx             | Alvin Sanders      |
| David Morse            | Edgar Clenteen     |
| Doug Hutchison         | Bristol            |
| Kimberly Elise         | Lisa Hill          |
| David Paymer           | Agent Wooly        |
| Mike Epps              | Stevie Sanders     |
| Robert Pastorelli      | John Delano Jaster |
| Jamie Kennedy          | Agent Blum         |
| Nestor Serrano         | Agent Boyle        |
| Kirk Acevedo           | Ramundo            |
| Jeffrey Donovan        | Julio              |
| Megan Dodds            | Agent Walsh        |
| Tia Texada             | Tika               |
| Neil Crone             | Supervisor         |
| Matthew Witherly       | Bewaker            |
| Jason Jones            | Bewaker            |
| William Lynn           | Nachtwaker         |
| Glyn Thomas            | Chem-Tech Agent    |
| Victor A. Young        | Senator            |
| Don Allison            | Senator            |
| Paul Miller            | Dr. Harris         |
| Shawn Lawrence         | Warden Clay        |
| Lee Rumohr             | Gebonden Bewaker   |
| Norm Spencer           | Gebonden Bewaker   |
| Tom Cappadona          | Taxichauffeur      |
| Jonathan Hadary        | Café-eigenaar      |
| Ritchie Coster         | Koper              |
| Stan Coles             | Generaal           |
| Larry Block            | Klant              |
| Billy Otis             | Huisgenoot         |
| Navaco Bernice Downey  | Meisje in Club     |
| John 'Frenchie' Berger | Keuringsarts       |
| Joe Pingue             | Agent              |
| Martin Roach           | Agent              |
| John Harper            | Rennende Man       |
| Dylan Bierk            | Politiefotograaf   |
| Bruce Beaton           | Agent met Koffie   |